# WTA Tour 2024
El Hologic WTA Tour 2024 és el circuit de tennis professional femení de l'any 2024 organitzat per la WTA. La temporada va incloure un total de 60 torneigs dividits en Grand Slams (organitzats per la ITF), torneigs WTA 1000, WTA 500, WTA 250, el WTA Elite Trophy i el WTA Finals. També s'inclou la disputa de les United Cup i Billie Jean King Cup.

## Calendari
Taula amb el calendari complet dels torneigs que pertanyen a la temporada 2024 de la WTA Tour. També s'inclouen les vencedores i les finalistes dels quadres individuals i dobles de cada torneig.
| Llegenda                 |
| ------------------------ |
| Grand Slam               |
| Jocs Olímpics            |
| WTA Finals               |
| WTA 1000                 |
| WTA 500                  |
| WTA 250                  |
| Esdeveniments per equips |

| Data d'inici   | Torneig                                   | Superfície                          | Guanyadora/es                                                                                                  | Finalista/es |
| -------------- | ----------------------------------------- | ----------------------------------- | --- | --- |
| 1 de gener     | United Cup                                | Dura                                | Alemanya: Angelique Kerber, Tatjana Maria, Maximilian Marterer, Laura Siegemund, Kai Wehnelt, Alexander Zverev | Polònia: Hubert Hurkacz, Katarzyna Kawa, Daniel Michalski, Katarzyna Piter, Iga Świątek, Jan Zieliński             |
| 1 de gener     | Brisbane                                  | Dura                                | Ielena Ribàkina                                                                                                | Arina Sabalenka |
| 1 de gener     | Brisbane                                  | Dura                                | Liudmila Kitxenok / Jeļena Ostapenko                                                                           | Greet Minnen / Heather Watson                                                                                      |
| 1 de gener     | Auckland                                  | Dura                                | Coco Gauff | Elina Svitòlina |
| 1 de gener     | Auckland                                  | Dura                                | Anna Danilina / Viktória Hrunčáková                                                                            | Marie Bouzková / Bethanie Mattek-Sands                                                                             |
| 8 de gener     | Adelaida                                  | Dura                                | Jeļena Ostapenko                                                                                               | Dària Kassàtkina                                                                                                   |
| 8 de gener     | Adelaida                                  | Dura                                | Beatriz Haddad Maia / Taylor Townsend                                                                          | Caroline Garcia / Kristina Mladenovic                                                                              |
| 8 de gener     | Hobart                                    | Dura                                | Emma Navarro                                                                                                   | Elise Mertens |
| 8 de gener     | Hobart                                    | Dura                                | Chan Hao-ching / Giuliana Olmos                                                                                | Guo Hanyu / Jiang Xinyu                                                                                            |
| 15 de gener    | Open d'Austràlia                          | Dura                                | Arina Sabalenka                                                                                                | Zheng Qinwen |
| 15 de gener    | Open d'Austràlia                          | Dura                                | Hsieh Su-wei / Elise Mertens                                                                                   | Liudmila Kitxenok / Jeļena Ostapenko                                                                               |
| 15 de gener    | Open d'Austràlia                          | Dura                                | Hsieh Su-wei / Jan Zieliński                                                                                   | Desirae Krawczyk / Neal Skupski                                                                                    |
| 29 de gener    | Linz                                      | Dura (i)                            | Jeļena Ostapenko                                                                                               | Ekaterina Alexandrova                                                                                              |
| 29 de gener    | Linz                                      | Dura (i)                            | Sara Errani / Jasmine Paolini                                                                                  | Nicole Melichar-Martinez / Ellen Perez                                                                             |
| 29 de gener    | Hua Hin (I)                               | Dura                                | Diana Shnaider                                                                                                 | Zhu Lin |
| 29 de gener    | Hua Hin (I)                               | Dura                                | Miyu Kato / Aldila Sutjiadi                                                                                    | Guo Hanyu / Jiang Xinyu                                                                                            |
| 5 de febrer    | Abu Dhabi                                 | Dura                                | Ielena Ribàkina                                                                                                | Dària Kassàtkina                                                                                                   |
| 5 de febrer    | Abu Dhabi                                 | Dura                                | Sofia Kenin / Bethanie Mattek-Sands                                                                            | Linda Nosková / Heather Watson                                                                                     |
| 5 de febrer    | Cluj-Napoca                               | Dura (i)                            | Karolína Plísková                                                                                              | Ana Bogdan |
| 5 de febrer    | Cluj-Napoca                               | Dura (i)                            | Caty McNally / Asia Muhammad                                                                                   | Harriet Dart / Tereza Mihalíková                                                                                   |
| 12 de febrer   | Doha                                      | Dura                                | Iga Świątek | Ielena Ribàkina |
| 12 de febrer   | Doha                                      | Dura                                | Demi Schuurs / Luisa Stefani                                                                                   | Caroline Dolehide / Desirae Krawczyk                                                                               |
| 19 de febrer   | Dubai                                     | Dura                                | Jasmine Paolini                                                                                                | Anna Kalinskaya |
| 19 de febrer   | Dubai                                     | Dura                                | Storm Hunter / Kateřina Siniaková                                                                              | Nicole Melichar-Martinez / Ellen Perez                                                                             |
| 26 de febrer   | San Diego                                 | Dura                                | Katie Boulter                                                                                                  | Marta Kostyuk |
| 26 de febrer   | San Diego                                 | Dura                                | Nicole Melichar-Martinez / Ellen Perez                                                                         | Desirae Krawczyk / Jessica Pegula                                                                                  |
| 26 de febrer   | Austin                                    | Dura                                | Yuan Yue | Wang Xiyu |
| 26 de febrer   | Austin                                    | Dura                                | Olivia Gadecki / Olivia Nicholls                                                                               | Katarzyna Kawa / Bibiane Schoofs                                                                                   |
| 4 de març      | Indian Wells                              | Dura                                | Iga Świątek | Maria Sakkari |
| 4 de març      | Indian Wells                              | Dura                                | Hsieh Su-wei / Elise Mertens                                                                                   | Storm Hunter / Kateřina Siniaková                                                                                  |
| 18 de març     | Miami                                     | Dura                                | Danielle Collins                                                                                               | Ielena Ribàkina |
| 18 de març     | Miami                                     | Dura                                | Sofia Kenin / Bethanie Mattek-Sands                                                                            | Gabriela Dabrowski / Erin Routliffe                                                                                |
| 1 d'abril      | Charleston                                | Terra batuda                        | Danielle Collins                                                                                               | Dària Kassàtkina                                                                                                   |
| 1 d'abril      | Charleston                                | Terra batuda                        | Ashlyn Krueger / Sloane Stephens                                                                               | Liudmila Kichenok / Nadiia Kitxenok                                                                                |
| 1 d'abril      | Bogotà                                    | Terra batuda                        | Camila Osorio                                                                                                  | Marie Bouzková |
| 1 d'abril      | Bogotà                                    | Terra batuda                        | Cristina Bucșa / Kamilla Rakhimova                                                                             | Anna Bondár / Irina Khromacheva                                                                                    |
| 8 d'abril      | Billie Jean King Cup (Fase classificació) |                                     | | |
| 15 d'abril     | Stuttgart                                 | Terra batuda (i)                    | Ielena Ribàkina                                                                                                | Marta Kostyuk |
| 15 d'abril     | Stuttgart                                 | Terra batuda (i)                    | Chan Hao-ching / Veronika Kudermétova                                                                          | Ulrikke Eikeri / Ingrid Neel                                                                                       |
| 15 d'abril     | Rouen                                     | Terra batuda (i)                    | Sloane Stephens                                                                                                | Magda Linette |
| 15 d'abril     | Rouen                                     | Terra batuda (i)                    | Tímea Babos / Irina Khromacheva                                                                                | Naiktha Bains / Maia Lumsden                                                                                       |
| 22 d'abril     | Madrid                                    | Terra batuda                        | Iga Świątek | Arina Sabalenka |
| 22 d'abril     | Madrid                                    | Terra batuda                        | Cristina Bucșa / Sara Sorribes Tormo                                                                           | Barbora Krejčiková / Laura Siegemund                                                                               |
| 6 de maig      | Roma                                      | Terra batuda                        | Iga Świątek | Arina Sabalenka |
| 6 de maig      | Roma                                      | Terra batuda                        | Sara Errani / Jasmine Paolini                                                                                  | Coco Gauff / Erin Routliffe                                                                                        |
| 20 de maig     | Estrasburg                                | Terra batuda                        | Madison Keys                                                                                                   | Danielle Collins                                                                                                   |
| 20 de maig     | Estrasburg                                | Terra batuda                        | Cristina Bucșa / Monica Niculescu                                                                              | Asia Muhammad / Aldila Sutjiadi                                                                                    |
| 20 de maig     | Rabat                                     | Terra batuda                        | Peyton Stearns                                                                                                 | Mayar Sherif |
| 20 de maig     | Rabat                                     | Terra batuda                        | Irina Khromacheva / Iana Sízikova                                                                              | Anna Danilina / Xu Yifan                                                                                           |
| 27 de maig     | Roland Garros                             | Terra batuda                        | Iga Świątek | Jasmine Paolini |
| 27 de maig     | Roland Garros                             | Terra batuda                        | Coco Gauff / Kateřina Siniaková                                                                                | Sara Errani / Jasmine Paolini                                                                                      |
| 27 de maig     | Roland Garros                             | Terra batuda                        | Laura Siegemund / Édouard Roger-Vasselin                                                                       | Desirae Krawczyk / Neal Skupski                                                                                    |
| 10 de juny     | 's-Hertogenbosch                          | Gespa                               | Liudmila Samsonova                                                                                             | Bianca Andreescu                                                                                                   |
| 10 de juny     | 's-Hertogenbosch                          | Gespa                               | Ingrid Neel / Bibiane Schoofs                                                                                  | Tereza Mihalíková / Olivia Nicholls                                                                                |
| 10 de juny     | Nottingham                                | Gespa                               | Katie Boulter                                                                                                  | Karolína Plísková                                                                                                  |
| 10 de juny     | Nottingham                                | Gespa                               | Gabriela Dabrowski / Erin Routliffe                                                                            | Harriet Dart / Diane Parry                                                                                         |
| 17 de juny     | Berlín                                    | Gespa                               | Jessica Pegula                                                                                                 | Anna Kalinskaya |
| 17 de juny     | Berlín                                    | Gespa                               | Wang Xinyu / Zheng Saisai                                                                                      | Chan Hao-ching / Veronika Kudermétova                                                                              |
| 17 de juny     | Birmingham                                | Gespa                               | Yulia Putintseva                                                                                               | Ajla Tomljanović                                                                                                   |
| 17 de juny     | Birmingham                                | Gespa                               | Hsieh Su-wei / Elise Mertens                                                                                   | Miyu Kato / Zhang Shuai                                                                                            |
| 24 de juny     | Eastbourne                                | Gespa                               | Dària Kassàtkina                                                                                               | Leylah Fernandez                                                                                                   |
| 24 de juny     | Eastbourne                                | Gespa                               | Liudmila Kitxenok / Jeļena Ostapenko                                                                           | Gabriela Dabrowski / Erin Routliffe                                                                                |
| 24 de juny     | Bad Homburg                               | Gespa                               | Diana Shnaider                                                                                                 | Donna Vekić |
| 24 de juny     | Bad Homburg                               | Gespa                               | Nicole Melichar-Martinez / Ellen Perez                                                                         | Chan Hao-ching / Veronika Kudermétova                                                                              |
| 1 de juliol    | Wimbledon                                 | Gespa                               | Barbora Krejčíková                                                                                             | Jasmine Paolini |
| 1 de juliol    | Wimbledon                                 | Gespa                               | Kateřina Siniaková / Taylor Townsend                                                                           | Gabriela Dabrowski / Erin Routliffe                                                                                |
| 1 de juliol    | Wimbledon                                 | Gespa                               | Hsieh Su-wei / Jan Zieliński                                                                                   | Giuliana Olmos / Santiago González                                                                                 |
| 15 de juliol   | Budapest                                  | Terra batuda                        | Diana Shnaider                                                                                                 | Aliaksandra Sasnovich                                                                                              |
| 15 de juliol   | Budapest                                  | Terra batuda                        | Katarzyna Piter / Fanny Stollár                                                                                | Anna Danilina / Irina Khromacheva                                                                                  |
| 15 de juliol   | Palerm                                    | Terra batuda                        | Zheng Qinwen                                                                                                   | Karolína Muchová                                                                                                   |
| 15 de juliol   | Palerm                                    | Terra batuda                        | Alexandra Panova / Iana Sízikova                                                                               | Yvonne Cavallé Reimers / Aurora Zantedeschi                                                                        |
| 21 de juliol   | Praga                                     | Dura                                | Magda Linette                                                                                                  | Magdalena Fręch |
| 21 de juliol   | Praga                                     | Dura                                | Barbora Krejčíková / Kateřina Siniaková                                                                        | Bethanie Mattek-Sands / Lucie Šafářová                                                                             |
| 21 de juliol   | Iași                                      | Terra batuda                        | Mirra Andreeva                                                                                                 | Elina Avanesyan |
| 21 de juliol   | Iași                                      | Terra batuda                        | Anna Danilina / Irina Khromacheva                                                                              | Alexandra Panova / Iana Sízikova                                                                                   |
| 29 de juliol   | Jocs Olímpics (París)                     | Terra batuda                        | Zheng Qinwen                                                                                                   | Donna Vekić |
| 29 de juliol   | Jocs Olímpics (París)                     | Terra batuda                        | Sara Errani / Jasmine Paolini                                                                                  | Mirra Andreeva / Diana Shnaider                                                                                    |
| 29 de juliol   | Jocs Olímpics (París)                     | Terra batuda                        | Kateřina Siniaková / Tomáš Macháč                                                                              | Wang Xinyu / Zhang Zhizhen                                                                                         |
| 29 de juliol   | Washington DC                             | Dura                                | Paula Badosa                                                                                                   | Marie Bouzková |
| 29 de juliol   | Washington DC                             | Dura                                | Asia Muhammad / Taylor Townsend                                                                                | Jiang Xinyu / Wu Fang-hsien                                                                                        |
| 5 d'agost      | Toronto                                   | Dura                                | Jessica Pegula                                                                                                 | Amanda Anisimova                                                                                                   |
| 5 d'agost      | Toronto                                   | Dura                                | Caroline Dolehide / Desirae Krawczyk                                                                           | Gabriela Dabrowski / Erin Routliffe                                                                                |
| 12 d'agost     | Cincinnati                                | Dura                                | Arina Sabalenka                                                                                                | Jessica Pegula |
| 12 d'agost     | Cincinnati                                | Dura                                | Asia Muhammad / Erin Routliffe                                                                                 | Leylah Fernandez / Yulia Putintseva                                                                                |
| 19 d'agost     | Monterrey                                 | Dura                                | Linda Nosková                                                                                                  | Lulu Sun |
| 19 d'agost     | Monterrey                                 | Dura                                | Guo Hanyu / Monica Niculescu                                                                                   | Giuliana Olmos / Alexandra Panova                                                                                  |
| 19 d'agost     | Cleveland                                 | Dura                                | McCartney Kessler                                                                                              | Beatriz Haddad Maia                                                                                                |
| 19 d'agost     | Cleveland                                 | Dura                                | Cristina Bucșa / Xu Yifan                                                                                      | Shuko Aoyama / Eri Hozumi                                                                                          |
| 26 d'agost     | US Open                                   | Dura                                | Arina Sabalenka                                                                                                | Jessica Pegula |
| 26 d'agost     | US Open                                   | Dura                                | Liudmila Kitxenok / Jeļena Ostapenko                                                                           | Kristina Mladenovic / Zhang Shuai                                                                                  |
| 26 d'agost     | US Open                                   | Dura                                | Sara Errani / Andrea Vavassori                                                                                 | Taylor Townsend / Donald Young                                                                                     |
| 9 de setembre  | Guadalajara                               | Dura                                | Magdalena Fręch                                                                                                | Olivia Gadecki |
| 9 de setembre  | Guadalajara                               | Dura                                | Anna Danilina / Irina Khromacheva                                                                              | Oksana Kalashnikova / Kamilla Rakhimova                                                                            |
| 9 de setembre  | Monastir                                  | Dura                                | Sonay Kartal                                                                                                   | Rebecca Šramková                                                                                                   |
| 9 de setembre  | Monastir                                  | Dura                                | Anna Blinkova / Mayar Sherif                                                                                   | Alina Korneeva / Anastasia Zakharova                                                                               |
| 16 de setembre | Seül                                      | Dura                                | Beatriz Haddad Maia                                                                                            | Dària Kassàtkina                                                                                                   |
| 16 de setembre | Seül                                      | Dura                                | Nicole Melichar-Martinez / Liudmila Samsonova                                                                  | Miyu Kato / Zhang Shuai                                                                                            |
| 16 de setembre | Hua Hin (II)                              | Dura                                | Rebecca Šramková                                                                                               | Laura Siegemund |
| 16 de setembre | Hua Hin (II)                              | Dura                                | Anna Danilina / Irina Khromacheva                                                                              | Eudice Chong / Moyuka Uchijima                                                                                     |
| 23 de setembre | Pequín                                    | Dura                                | Coco Gauff | Karolína Muchová                                                                                                   |
| 23 de setembre | Pequín                                    | Dura                                | Sara Errani / Jasmine Paolini                                                                                  | Chan Hao-ching / Veronika Kudermétova                                                                              |
| 7 d'octubre    | Wuhan                                     | Dura                                | Arina Sabalenka                                                                                                | Zheng Qinwen |
| 7 d'octubre    | Wuhan                                     | Dura                                | Anna Danilina / Irina Khromacheva                                                                              | Asia Muhammad / Jessica Pegula                                                                                     |
| 14 d'octubre   | Ningbo                                    | Dura                                | Dària Kassàtkina                                                                                               | Mirra Andreeva |
| 14 d'octubre   | Ningbo                                    | Dura                                | Demi Schuurs / Yuan Yue                                                                                        | Nicole Melichar-Martinez / Ellen Perez                                                                             |
| 14 d'octubre   | Osaka                                     | Dura                                | Suzan Lamens                                                                                                   | Kimberly Birrell                                                                                                   |
| 14 d'octubre   | Osaka                                     | Dura                                | Ena Shibahara / Laura Siegemund                                                                                | Cristina Bucșa / Monica Niculescu                                                                                  |
| 21 d'octubre   | Tòquio                                    | Dura                                | Zheng Qinwen                                                                                                   | Sofia Kenin |
| 21 d'octubre   | Tòquio                                    | Dura                                | Shuko Aoyama / Eri Hozumi                                                                                      | Ena Shibahara / Laura Siegemund                                                                                    |
| 21 d'octubre   | Canton                                    | Dura                                | Olga Danilović                                                                                                 | Caroline Dolehide                                                                                                  |
| 21 d'octubre   | Canton                                    | Dura                                | Kateřina Siniaková / Zhang Shuai                                                                               | Katarzyna Piter / Fanny Stollár                                                                                    |
| 28 d'octubre   | Hong Kong                                 | Dura                                | Diana Shnaider                                                                                                 | Katie Boulter |
| 28 d'octubre   | Hong Kong                                 | Dura                                | Ulrikke Eikeri / Makoto Ninomiya                                                                               | Shuko Aoyama / Eri Hozumi                                                                                          |
| 28 d'octubre   | Mérida                                    | Dura                                | Zeynep Sönmez                                                                                                  | Ann Li |
| 28 d'octubre   | Mérida                                    | Dura                                | Quinn Gleason / Ingrid Martins                                                                                 | Magali Kempen / Lara Salden                                                                                        |
| 28 d'octubre   | Jiujiang                                  | Dura                                | Viktorija Golubic                                                                                              | Rebecca Šramková                                                                                                   |
| 28 d'octubre   | Jiujiang                                  | Dura                                | Guo Hanyu / Moyuka Uchijima                                                                                    | Katarzyna Piter / Fanny Stollár                                                                                    |
| 4 de novembre  | WTA Finals (Riad)                         |                                     | Coco Gauff | Zheng Qinwen |
| 4 de novembre  | WTA Finals (Riad)                         | Gabriela Dabrowski / Erin Routliffe | Kateřina Siniaková / Taylor Townsend                                                                           | |
| 11 de novembre | Billie Jean King Cup (Final)              |                                     | Itàlia: Jasmine Paolini, Elisabetta Cocciaretto, Lucia Bronzetti, Sara Errani, Martina Trevisan                | Eslovàquia: Rebecca Šramková, Anna Karolína Schmiedlová, Viktória Hrunčáková, Renáta Jamrichová, Tereza Mihalíková |

## Estadístiques
La següent taula mostra el nombre de títols aconseguits de forma individual (I), dobles femenins (D) i dobles mixts (X) aconseguits per cada tennista i també per països durant la temporada 2024. Els torneigs estan ordenats segons la seva categoria dins el calendari WTA Tour 2024: Grand Slams, WTA Finals, WTA 1000, WTA 500 i WTA 250. L'ordre de les jugadores s'ha establert a partir del nombre total de títols i després segons la quantitat de títols de cada categoria de torneigs.

### Títols per tennista
| Total | Tennista                 | Grand Slams | Grand Slams | Grand Slams | Finals | Finals | WTA 1000 | WTA 1000 | WTA 500 | WTA 500 | WTA 250 | WTA 250 | Resum | Resum | Resum |
| Total | Tennista                 | I           | D           | X           | I      | D      | I        | D        | I       | D       | I       | D       | I     | D     | X     |
| ----- | ------------------------ | ----------- | ----------- | ----------- | ------ | ------ | -------- | -------- | ------- | ------- | ------- | ------- | ----- | ----- | ----- |
| 6     | Irina Khromacheva        |             |             |             |        |        |          | ●        |         | ●       |         | ●       | 0     | 6     | 0     |
| 5     | Hsieh Su-wei             |             | ●           | ●           |        |        |          | ●        |         |         |         | ●       | 0     | 3     | 2     |
| 5     | Kateřina Siniaková       |             | ●           |             |        |        |          | ●        |         |         |         | ●       | 0     | 5     | 0     |
| 5     | Iga Świątek              | ●           |             |             |        |        | ●        |          |         |         |         |         | 5     | 0     | 0     |
| 5     | Jeļena Ostapenko         |             | ●           |             |        |        |          |          | ●       | ●       |         |         | 2     | 3     | 0     |
| 5     | Anna Danilina            |             |             |             |        |        |          | ●        |         | ●       |         | ●       | 0     | 5     | 0     |
| 4     | Arina Sabalenka          | ●           |             |             |        |        | ●        |          |         |         |         |         | 4     | 0     | 0     |
| 4     | Coco Gauff               |             | ●           |             | ●      |        | ●        |          |         |         | ●       |         | 3     | 1     | 0     |
| 4     | Sara Errani              |             |             | ●           |        |        |          | ●        |         | ●       |         |         | 0     | 3     | 1     |
| 4     | Jasmine Paolini          |             |             |             |        |        | ●        | ●        |         | ●       |         |         | 1     | 3     | 0     |
| 4     | Cristina Bucșa           |             |             |             |        |        |          | ●        |         | ●       |         | ●       | 0     | 4     | 0     |
| 3     | Elise Mertens            |             | ●           |             |        |        |          | ●        |         |         |         | ●       | 0     | 3     | 0     |
| 3     | Liudmila Kitxenok        |             | ●           |             |        |        |          |          |         | ●       |         |         | 0     | 3     | 0     |
| 3     | Taylor Townsend          |             | ●           |             |        |        |          |          |         | ●       |         |         | 0     | 3     | 0     |
| 3     | Erin Routliffe           |             |             |             |        | ●      |          | ●        |         |         |         | ●       | 0     | 3     | 0     |
| 3     | Asia Muhammad            |             |             |             |        |        |          | ●        |         | ●       |         | ●       | 0     | 3     | 0     |
| 3     | Ielena Ribàkina          |             |             |             |        |        |          |          | ●       |         |         |         | 3     | 0     | 0     |
| 3     | Nicole Melichar-Martinez |             |             |             |        |        |          |          |         | ●       |         |         | 0     | 3     | 0     |
| 3     | Diana Shnaider           |             |             |             |        |        |          |          | ●       |         | ●       |         | 3     | 0     | 0     |
| 2     | Barbora Krejčíková       | ●           |             |             |        |        |          |          |         |         |         | ●       | 1     | 1     | 0     |
| 2     | Laura Siegemund          |             |             | ●           |        |        |          |          |         |         |         | ●       | 0     | 1     | 1     |
| 2     | Gabriela Dabrowski       |             |             |             |        | ●      |          |          |         |         |         | ●       | 0     | 2     | 0     |
| 2     | Danielle Collins         |             |             |             |        |        | ●        |          | ●       |         |         |         | 1     | 0     | 0     |
| 2     | Jessica Pegula           |             |             |             |        |        | ●        |          | ●       |         |         |         | 1     | 0     | 0     |
| 2     | Sofia Kenin              |             |             |             |        |        |          | ●        |         | ●       |         |         | 0     | 1     | 0     |
| 2     | Bethanie Mattek-Sands    |             |             |             |        |        |          | ●        |         | ●       |         |         | 0     | 1     | 0     |
| 2     | Demi Schuurs             |             |             |             |        |        |          | ●        |         | ●       |         |         | 0     | 2     | 0     |
| 2     | Dària Kassàtkina         |             |             |             |        |        |          |          | ●       |         |         |         | 2     | 0     | 0     |
| 2     | Beatriz Haddad Maia      |             |             |             |        |        |          |          | ●       | ●       |         |         | 1     | 1     | 0     |
| 2     | Monica Niculescu         |             |             |             |        |        |          |          |         | ●       |         |         | 0     | 2     | 0     |
| 2     | Ellen Perez              |             |             |             |        |        |          |          |         | ●       |         |         | 0     | 2     | 0     |
| 2     | Katie Boulter            |             |             |             |        |        |          |          | ●       |         | ●       |         | 2     | 0     | 0     |
| 2     | Zheng Qinwen             |             |             |             |        |        |          |          | ●       |         | ●       |         | 2     | 0     | 0     |
| 2     | Liudmila Samsonova       |             |             |             |        |        |          |          |         | ●       | ●       |         | 1     | 1     | 0     |
| 2     | Sloane Stephens          |             |             |             |        |        |          |          |         | ●       | ●       |         | 1     | 1     | 0     |
| 2     | Yuan Yue                 |             |             |             |        |        |          |          |         | ●       | ●       |         | 1     | 1     | 0     |
| 2     | Chan Hao-ching           |             |             |             |        |        |          |          |         | ●       |         | ●       | 0     | 2     | 0     |
| 2     | Guo Hanyu                |             |             |             |        |        |          |          |         | ●       |         | ●       | 0     | 2     | 0     |
| 2     | Iana Sízikova            |             |             |             |        |        |          |          |         |         |         | ●       | 0     | 2     | 0     |
| 1     | Caroline Dolehide        |             |             |             |        |        |          | ●        |         |         |         |         | 0     | 1     | 0     |
| 1     | Storm Hunter             |             |             |             |        |        |          | ●        |         |         |         |         | 0     | 1     | 0     |
| 1     | Desirae Krawczyk         |             |             |             |        |        |          | ●        |         |         |         |         | 0     | 1     | 0     |
| 1     | Sara Sorribes Tormo      |             |             |             |        |        |          | ●        |         |         |         |         | 0     | 1     | 0     |
| 1     | Luisa Stefani            |             |             |             |        |        |          | ●        |         |         |         |         | 0     | 1     | 0     |
| 1     | Paula Badosa             |             |             |             |        |        |          |          | ●       |         |         |         | 1     | 0     | 0     |
| 1     | Madison Keys             |             |             |             |        |        |          |          | ●       |         |         |         | 1     | 0     | 0     |
| 1     | Magdalena Fręch          |             |             |             |        |        |          |          | ●       |         |         |         | 1     | 0     | 0     |
| 1     | Linda Nosková            |             |             |             |        |        |          |          | ●       |         |         |         | 1     | 0     | 0     |
| 1     | Shuko Aoyama             |             |             |             |        |        |          |          |         | ●       |         |         | 0     | 1     | 0     |
| 1     | Eri Hozumi               |             |             |             |        |        |          |          |         | ●       |         |         | 0     | 1     | 0     |
| 1     | Ashlyn Krueger           |             |             |             |        |        |          |          |         | ●       |         |         | 0     | 1     | 0     |
| 1     | Veronika Kudermétova     |             |             |             |        |        |          |          |         | ●       |         |         | 0     | 1     | 0     |
| 1     | Wang Xinyu               |             |             |             |        |        |          |          |         | ●       |         |         | 0     | 1     | 0     |
| 1     | Zheng Saisai             |             |             |             |        |        |          |          |         | ●       |         |         | 0     | 1     | 0     |
| 1     | Mirra Andreeva           |             |             |             |        |        |          |          |         |         | ●       |         | 1     | 0     | 0     |
| 1     | Olga Danilović           |             |             |             |        |        |          |          |         |         | ●       |         | 1     | 0     | 0     |
| 1     | Viktorija Golubic        |             |             |             |        |        |          |          |         |         | ●       |         | 1     | 0     | 0     |
| 1     | Sonay Kartal             |             |             |             |        |        |          |          |         |         | ●       |         | 1     | 0     | 0     |
| 1     | McCartney Kessler        |             |             |             |        |        |          |          |         |         | ●       |         | 1     | 0     | 0     |
| 1     | Suzan Lamens             |             |             |             |        |        |          |          |         |         | ●       |         | 1     | 0     | 0     |
| 1     | Magda Linette            |             |             |             |        |        |          |          |         |         | ●       |         | 1     | 0     | 0     |
| 1     | Emma Navarro             |             |             |             |        |        |          |          |         |         | ●       |         | 1     | 0     | 0     |
| 1     | Camila Osorio            |             |             |             |        |        |          |          |         |         | ●       |         | 1     | 0     | 0     |
| 1     | Karolína Plísková        |             |             |             |        |        |          |          |         |         | ●       |         | 1     | 0     | 0     |
| 1     | Yulia Putintseva         |             |             |             |        |        |          |          |         |         | ●       |         | 1     | 0     | 0     |
| 1     | Diana Shnaider           |             |             |             |        |        |          |          |         |         | ●       |         | 1     | 0     | 0     |
| 1     | Zeynep Sönmez            |             |             |             |        |        |          |          |         |         | ●       |         | 1     | 0     | 0     |
| 1     | Rebecca Šramková         |             |             |             |        |        |          |          |         |         | ●       |         | 1     | 0     | 0     |
| 1     | Peyton Stearns           |             |             |             |        |        |          |          |         |         | ●       |         | 1     | 0     | 0     |
| 1     | Tímea Babos              |             |             |             |        |        |          |          |         |         |         | ●       | 0     | 1     | 0     |
| 1     | Anna Blinkova            |             |             |             |        |        |          |          |         |         |         | ●       | 0     | 1     | 0     |
| 1     | Ulrikke Eikeri           |             |             |             |        |        |          |          |         |         |         | ●       | 0     | 1     | 0     |
| 1     | Olivia Gadecki           |             |             |             |        |        |          |          |         |         |         | ●       | 0     | 1     | 0     |
| 1     | Quinn Gleason            |             |             |             |        |        |          |          |         |         |         | ●       | 0     | 1     | 0     |
| 1     | Viktória Hrunčáková      |             |             |             |        |        |          |          |         |         |         | ●       | 0     | 1     | 0     |
| 1     | Miyu Kato                |             |             |             |        |        |          |          |         |         |         | ●       | 0     | 1     | 0     |
| 1     | Ingrid Martins           |             |             |             |        |        |          |          |         |         |         | ●       | 0     | 1     | 0     |
| 1     | Caty McNally             |             |             |             |        |        |          |          |         |         |         | ●       | 0     | 1     | 0     |
| 1     | Ingrid Neel              |             |             |             |        |        |          |          |         |         |         | ●       | 0     | 1     | 0     |
| 1     | Olivia Nicholls          |             |             |             |        |        |          |          |         |         |         | ●       | 0     | 1     | 0     |
| 1     | Makoto Ninomiya          |             |             |             |        |        |          |          |         |         |         | ●       | 0     | 1     | 0     |
| 1     | Giuliana Olmos           |             |             |             |        |        |          |          |         |         |         | ●       | 0     | 1     | 0     |
| 1     | Alexandra Panova         |             |             |             |        |        |          |          |         |         |         | ●       | 0     | 1     | 0     |
| 1     | Katarzyna Piter          |             |             |             |        |        |          |          |         |         |         | ●       | 0     | 1     | 0     |
| 1     | Kamilla Rakhimova        |             |             |             |        |        |          |          |         |         |         | ●       | 0     | 1     | 0     |
| 1     | Bibiane Schoofs          |             |             |             |        |        |          |          |         |         |         | ●       | 0     | 1     | 0     |
| 1     | Mayar Sherif             |             |             |             |        |        |          |          |         |         |         | ●       | 0     | 1     | 0     |
| 1     | Ena Shibahara            |             |             |             |        |        |          |          |         |         |         | ●       | 0     | 1     | 0     |
| 1     | Fanny Stollár            |             |             |             |        |        |          |          |         |         |         | ●       | 0     | 1     | 0     |
| 1     | Aldila Sutjiadi          |             |             |             |        |        |          |          |         |         |         | ●       | 0     | 1     | 0     |
| 1     | Moyuka Uchijima          |             |             |             |        |        |          |          |         |         |         | ●       | 0     | 1     | 0     |
| 1     | Xu Yifan                 |             |             |             |        |        |          |          |         |         |         | ●       | 0     | 1     | 0     |
| 1     | Zhang Shuai              |             |             |             |        |        |          |          |         |         |         | ●       | 0     | 1     | 0     |

### Títols per estat
| Total | País            | Grand Slams | Grand Slams | Grand Slams | Finals | Finals | WTA 1000 | WTA 1000 | WTA 500 | WTA 500 | WTA 250 | WTA 250 | Resum | Resum | Resum |
| Total | País            | I           | D           | X           | I      | D      | I        | D        | I       | D       | I       | D       | I     | D     | X     |
| ----- | --------------- | ----------- | ----------- | ----------- | ------ | ------ | -------- | -------- | ------- | ------- | ------- | ------- | ----- | ----- | ----- |
| 26    | Estats Units    |             | 2           |             | 1      |        | 3        | 3        | 3       | 7       | 5       | 2       | 12    | 14    | 0     |
| 19    | Rússia          |             |             |             |        |        |          | 1        | 4       | 2       | 5       | 7       | 9     | 10    | 0     |
| 9     | Kazakhstan      |             |             |             |        |        |          | 1        | 3       | 1       | 1       | 3       | 4     | 5     | 0     |
| 9     | R.P. de la Xina |             |             |             |        |        |          |          | 1       | 3       | 2       | 3       | 3     | 6     | 0     |
| 8     | Txèquia         | 1           | 2           |             |        |        |          | 1        | 1       |         | 1       | 2       | 3     | 5     | 0     |
| 8     | Polònia         | 1           |             |             |        |        | 4        |          | 1       |         | 1       | 1       | 7     | 1     | 0     |
| 7     | Xina Taipei     |             | 1           | 2           |        |        |          | 1        |         | 1       |         | 2       | 0     | 5     | 2     |
| 5     | Itàlia          |             |             | 1           |        |        | 1        | 2        |         | 1       |         |         | 1     | 3     | 1     |
| 5     | Letònia         |             | 1           |             |        |        |          |          | 2       | 2       |         |         | 2     | 3     | 0     |
| 5     | Espanya         |             |             |             |        |        |          | 1        |         | 2       |         | 2       | 0     | 5     | 0     |
| 5     | Japó            |             |             |             |        |        |          |          |         | 1       |         | 4       | 0     | 5     | 0     |
| 4     | Belarús         | 2           |             |             |        |        | 2        |          |         |         |         |         | 4     | 0     | 0     |
| 4     | Brasil          |             |             |             |        |        |          | 1        | 1       | 1       |         | 1       | 1     | 3     | 0     |
| 4     | Austràlia       |             |             |             |        |        |          | 1        |         | 2       |         | 1       | 0     | 4     | 0     |
| 4     | Països Baixos   |             |             |             |        |        |          | 1        |         | 1       | 1       | 1       | 1     | 3     | 0     |
| 4     | Regne Unit      |             |             |             |        |        |          |          | 1       |         | 2       | 1       | 3     | 1     | 0     |
| 3     | Bèlgica         |             | 1           |             |        |        |          | 1        |         |         |         | 1       | 0     | 3     | 0     |
| 3     | Ucraïna         |             | 1           |             |        |        |          |          |         | 2       |         |         | 0     | 3     | 0     |
| 3     | Nova Zelanda    |             |             |             |        | 1      |          | 1        |         |         |         | 1       | 0     | 3     | 0     |
| 2     | Alemanya        |             |             | 1           |        |        |          |          |         |         |         | 1       | 0     | 1     | 1     |
| 2     | Canadà          |             |             |             |        | 1      |          |          |         |         |         | 1       | 0     | 2     | 0     |
| 2     | Romania         |             |             |             |        |        |          |          |         | 2       |         |         | 0     | 2     | 0     |
| 2     | Eslovàquia      |             |             |             |        |        |          |          |         |         | 1       | 1       | 1     | 1     | 0     |
| 2     | Hongria         |             |             |             |        |        |          |          |         |         |         | 2       | 0     | 2     | 0     |
| 1     | Colòmbia        |             |             |             |        |        |          |          |         |         | 1       |         | 1     | 0     | 0     |
| 1     | Sèrbia          |             |             |             |        |        |          |          |         |         | 1       |         | 1     | 0     | 0     |
| 1     | Suïssa          |             |             |             |        |        |          |          |         |         | 1       |         | 1     | 0     | 0     |
| 1     | Turquia         |             |             |             |        |        |          |          |         |         | 1       |         | 1     | 0     | 0     |
| 1     | Estònia         |             |             |             |        |        |          |          |         |         |         | 1       | 0     | 1     | 0     |
| 1     | Indonèsia       |             |             |             |        |        |          |          |         |         |         | 1       | 0     | 1     | 0     |
| 1     | Mèxic           |             |             |             |        |        |          |          |         |         |         | 1       | 0     | 1     | 0     |
| 1     | Noruega         |             |             |             |        |        |          |          |         |         |         | 1       | 0     | 1     | 0     |

## Rànquings
Les següents taules indiquen els rànquings de la WTA amb les vint millors tennistes individuals, i les deu millors parelles de la temporada 2024.

### Individual
| Rànquing individual WTA 2024 | Rànquing individual WTA 2024 | Rànquing individual WTA 2024 | Rànquing individual WTA 2024 | Rànquing individual WTA 2024 | Rànquing individual WTA 2024 |
| Pos.                         | Tennista                     | Punts                        | T.                           | Ant.                         | Mov.                         |
| ---------------------------- | ---------------------------- | ---------------------------- | ---------------------------- | ---------------------------- | ---------------------------- |
| 1                            | Arina Sabalenka              | 9.016                        | 20                           | 2                            | 1                            |
| 2                            | Iga Świątek                  | 7.970                        | 20                           | 1                            | 1                            |
| 3                            | Coco Gauff                   | 5.230                        | 21                           | 3                            | =                            |
| 4                            | Jasmine Paolini              | 5.144                        | 19                           | 30                           | 26                           |
| 5                            | Ielena Ribàkina              | 4.971                        | 19                           | 4                            | 1                            |
| 6                            | Jessica Pegula               | 4.705                        | 19                           | 5                            | 1                            |
| 7                            | Zheng Qinwen                 | 4.540                        | 20                           | 15                           | 8                            |
| 8                            | Emma Navarro                 | 3.568                        | 22                           | 32                           | 24                           |
| 9                            | Dària Kassàtkina             | 3.368                        | 24                           | 18                           | 9                            |
| 10                           | Barbora Krejčíková           | 3.214                        | 17                           | 10                           | =                            |
| 11                           | Danielle Collins             | 3.178                        | 19                           | 53                           | 42                           |
| 12                           | Paula Badosa                 | 2.908                        | 20                           | 66                           | 54                           |
| 13                           | Diana Shnaider               | 2.895                        | 29                           | 65                           | 52                           |
| 14                           | Anna Kalinskaya              | 2.743                        | 20                           | 77                           | 63                           |
| 15                           | Jeļena Ostapenko             | 2.588                        | 21                           | 13                           | 2                            |
| 16                           | Mirra Andreeva               | 2.578                        | 17                           | 57                           | 41                           |
| 17                           | Beatriz Haddad Maia          | 2.554                        | 26                           | 11                           | 6                            |
| 18                           | Marta Kostyuk                | 2.493                        | 21                           | 39                           | 21                           |
| 19                           | Donna Vekić                  | 2.258                        | 21                           | 23                           | 4                            |
| 20                           | Viktória Azàrenka            | 2.127                        | 17                           | 22                           | 2                            |

#### Evolució número 1
| Tennista        | Data         | Setmanes |
| --------------- | ------------ | -------- |
| Iga Świątek     | Final 2023   | 43       |
| Arina Sabalenka | 21 d'octubre | 9        |

### Dobles
| Rànquing dobles WTA 2024 | Rànquing dobles WTA 2024 | Rànquing dobles WTA 2024 | Rànquing dobles WTA 2024 | Rànquing dobles WTA 2024 | Rànquing dobles WTA 2024 |
| Pos.                     | Tennista                 | Punts                    | T.                       | Ant.                     | Mov.                     |
| ------------------------ | ------------------------ | ------------------------ | ------------------------ | ------------------------ | ------------------------ |
| 1                        | Kateřina Siniaková       | 9.530                    | 17                       | 10                       | 9                        |
| 2                        | Erin Routliffe           | 8.165                    | 24                       | 11                       | 9                        |
| 3                        | Gabriela Dabrowski       | 6.805                    | 17                       | 8                        | 5                        |
| 4                        | Liudmila Kitxenok        | 6.165                    | 20                       | 35                       | 31                       |
| 5                        | Taylor Townsend          | 6.108                    | 15                       | 7                        | 2                        |
| 6                        | Jelena Ostapenko         | 5.948                    | 15                       | 36                       | 30                       |
| 7                        | Hsieh Su-wei             | 5.506                    | 18                       | 6                        | 1                        |
| 8                        | Sara Errani              | 5.456                    | 22                       | 153                      | 145                      |
| 9                        | Elise Mertens            | 5.430                    | 17                       | 2                        | 7                        |
| 10                       | Jasmine Paolini          | 5.235                    | 17                       | 96                       | 86                       |
| 11                       | Desirae Krawczyk         | 4.858                    | 23                       | 16                       | 5                        |
| 12                       | Nicole Melichar-Martinez | 4.670                    | 26                       | 15                       | 3                        |
| 13                       | Ellen Perez              | 4.560                    | 27                       | 17                       | 4                        |
| 14                       | Caroline Dolehide        | 4.483                    | 19                       | 40                       | 26                       |
| 15                       | Asia Muhammad            | 4.348                    | 19                       | 48                       | 33                       |
| 16                       | Chan Hao-ching           | 4.250                    | 26                       | 21                       | 5                        |
| 17                       | Veronika Kudermétova     | 4.120                    | 19                       | 29                       | 12                       |
| 18                       | Irina Khromacheva        | 3.881                    | 30                       | 64                       | 46                       |
| 19                       | Cristina Bucsa           | 3.758                    | 27                       | 65                       | 46                       |
| 20                       | Bethanie Mattek-Sands    | 3.726                    | 23                       | 51                       | 31                       |

| Rànquing parelles WTA 2024 | Rànquing parelles WTA 2024            | Rànquing parelles WTA 2024 | Rànquing parelles WTA 2024 | Rànquing parelles WTA 2024 | Rànquing parelles WTA 2024 |
| Pos.                       | Tennista                              | Punts                      | T.                         | Ant.                       | Mov.                       |
| -------------------------- | ------------------------------------- | -------------------------- | -------------------------- | -------------------------- | -------------------------- |
| 1                          | Jelena Ostapenko Liudmila Kitxenok    | 5.948                      | 11                         | 14                         | 14                         |
| 2                          | Gabriela Dabrowski Erin Routliffe     | 5.425                      | 10                         | 7                          | 5                          |
| 3                          | Hsieh Su-wei Elise Mertens            | 5.130                      | 8                          | −                          | Augment                    |
| 4                          | Sara Errani Jasmine Paolini           | 5.045                      | 10                         | −                          | Augment                    |
| 5                          | Caroline Dolehide Desirae Krawczyk    | 4.363                      | 13                         | −                          | Augment                    |
| 6                          | Nicole Melichar-Martinez Ellen Perez  | 4.200                      | 17                         | 8                          | 2                          |
| 7                          | Chan Hao-ching · Veronika Kudermétova | 3.818                      | 9                          | −                          | Augment                    |
| 8                          | Sofia Kenin Bethanie Mattek-Sands     | 3.345                      | 10                         | −                          | Augment                    |
| 9                          | Kateřina Siniaková Taylor Townsend    | 3.221                      | 4                          | −                          | Augment                    |
| 10                         | Demi Schuurs Luisa Stefani            | 2.840                      | 13                         | −                          | Augment                    |

#### Evolució número 1
| Tennista/es        | Data          | Setmanes |
| ------------------ | ------------- | -------- |
| Storm Hunter       | Final 2023    | 4        |
| Elise Mertens      | 29 de gener   | 7        |
| Hsieh Su-wei       | 18 de març    | 12       |
| Elise Mertens      | 10 de juny    | 5        |
| Erin Routliffe     | 15 de juliol  | 8        |
| Kateřina Siniaková | 9 de setembre | 16       |

## Guardons
- WTA Player of the Year: Arina Sabalenka[2]
- WTA Doubles Team of the Year: Sara Errani i Jasmine Paolini[2]
- WTA Most Improved Player of the Year: Emma Navarro[2]
- WTA Newcomer of the Year: Lulu Sun[2]
- WTA Comeback Player of the Year: Paula Badosa[2]
- Karen Krantzcke Sportsmanship Award: Ons Jabeur[3]
- Peachy Kellmeyer Player Service Award: Ons Jabeur[3]
- Jerry Diamond ACES Award: Arina Sabalenka[3]
- WTA Coach of the Year: Renzo Furlan (entrenador de Jasmine Paolini)[3]
- ITF World Champions individual: Iga Świątek[4]
- ITF World Champions dobles: Sara Errani i Jasmine Paolini[4]
- WTA Tournament Awards[5]
  - WTA 1000: Indian Wells
  - WTA 500: Charleston
  - WTA 250: Hong Kong

## Retirades
- Alexandra Cadanțu-Ignatik (3 de maig de 1990)
- Alizé Cornet (22 de gener de 1990)[6]
- Camila Giorgi (30 de desembre de 1991)[7]
- Alexa Guarachi (17 de novembre de 1990)[8]
- Han Na-lae (6 de juliol de 1992)
- Angelique Kerber (18 de gener de 1988)[9]
- Vera Lapko (29 de setembre de 1998)
- Garbiñe Muguruza (8 d'octubre de 1993)[10]
- Raluca Olaru (3 de març de 1989)[11]
- Lesley Pattinama Kerkhove (4 de novembre de 1991)
- Shelby Rogers (13 d'octubre de 1992)[12]
- Alison Van Uytvanck (26 de març de 1994)[13]
- Ielena Vesninà (1 d'agost de 1986)[14]
- Natalia Vikhlyantseva (16 de febrer de 1997)

## Distribució de punts
| Categoria              | G           | F           | SF          | QF                                             | R16                                            | R32                                            | R64                                            | R128                                           | Q                                              | Q3                                             | Q2                                             | Q1                                             |                                                |
| Grand Slam (I)         | 2000        | 1300        | 780         | 430                                            | 240                                            | 130                                            | 70                                             | 10                                             | 40                                             | 30                                             | 20                                             | 2                                              |                                                |
| Grand Slam (D)         | 2000        | 1300        | 780         | 430                                            | 240                                            | 130                                            | 10                                             | –                                              | –                                              | –                                              | –                                              | –                                              |                                                |
| WTA Finals             | 1500*       | 1080*       | 750*        | (+125 per cada victòria; +125 per cada partit) | (+125 per cada victòria; +125 per cada partit) | (+125 per cada victòria; +125 per cada partit) | (+125 per cada victòria; +125 per cada partit) | (+125 per cada victòria; +125 per cada partit) | (+125 per cada victòria; +125 per cada partit) | (+125 per cada victòria; +125 per cada partit) | (+125 per cada victòria; +125 per cada partit) | (+125 per cada victòria; +125 per cada partit) | (+125 per cada victòria; +125 per cada partit) |
| WTA 1000 (96I)         | 1000        | 650         | 390         | 215                                            | 120                                            | 65                                             | 35                                             | 10                                             | 30                                             | –                                              | 20                                             | 2                                              |                                                |
| WTA 1000 (64I/56I)     | 1000        | 650         | 390         | 215                                            | 120                                            | 65                                             | 10                                             | –                                              | 30                                             | –                                              | 20                                             | 2                                              |                                                |
| WTA 1000 (28D/32D)     | 1000        | 650         | 390         | 215                                            | 120                                            | 10                                             | –                                              | –                                              | –                                              | –                                              | –                                              | –                                              |                                                |
| WTA 500 (64I/56I/48I)  | 500         | 325         | 195         | 108                                            | 60                                             | 32                                             | 1                                              | –                                              | 25                                             | –                                              | 13                                             | 1                                              |                                                |
| WTA 500 (32I/30I/28I)  | 500         | 325         | 195         | 108                                            | 60                                             | 1                                              | –                                              | –                                              | 25                                             | –                                              | 13                                             | 1                                              |                                                |
| WTA 500 (28D)          | 500         | 325         | 195         | 108                                            | 60                                             | 1                                              | –                                              | –                                              | –                                              | –                                              | –                                              | –                                              |                                                |
| WTA 500 (16D)          | 500         | 325         | 195         | 108                                            | 1                                              | –                                              | –                                              | –                                              | –                                              | –                                              | –                                              | –                                              |                                                |
| WTA 250 (32I, 24Q/16Q) | 250         | 163         | 98          | 54                                             | 30                                             | 1                                              | –                                              | –                                              | 18                                             | –                                              | 12                                             | 1                                              |                                                |
| WTA 250 (16D)          | 250         | 163         | 98          | 54                                             | 1                                              | –                                              | –                                              | –                                              | –                                              | –                                              | –                                              | –                                              |                                                |
| United Cup             | 500 (màxim) | 500 (màxim) | 500 (màxim) | 500 (màxim)                                    | 500 (màxim)                                    | 500 (màxim)                                    | 500 (màxim)                                    | 500 (màxim)                                    | 500 (màxim)                                    | 500 (màxim)                                    | 500 (màxim)                                    | 500 (màxim)                                    |                                                |

I: individual, D: dobles, Q: qualificació.

* Assumint tots els partits guanyats en la fase Round Robin.